# Larry Sweeney
Pour l’article homonyme, voir Whybrow.
Alexander K. Whybrow (né le 18 février 1981 à Chicago, Illinois - le 11 avril 2011 à Lake Charles, Louisiane) est un catcheur (lutteur professionnel) et manager américain. Il se fait connaitre en tant que catcheur à la Chikara en y remportant la Young Lions Cup ainsi qu'en tant que manager au sein de cette fédération ainsi qu'à la Ring of Honor au sein du clan Sweet 'n' Sour Inc. qu'il dirige.

## Jeunesse
Whybrow grandit à Wilmette et après son diplôme de fin d'études secondaire il entre à l'Oberlin College où il étudie l'anglais,. Dans le cadre de ses études, il voyage en Inde.

## Carrière de catcheur
Au cours de son voyage en Inde, Whybrow apprend la lutte et à son retour il décide de s'entraîner à la Wrestle Factory, l'école de la Chikara, auprès de Mike Quackenbush (en) et Chris Hero. Il débute au sein de cette fédération le 15 mai 2004 dans un match par équipe avec Shane Storm et ensemble ils battent Hallowicked et UltraMantis Black. En juillet, il participe au tournoi Young Lions Cup en battant DJ Skittlez au premier tour le 10 juillet. Le 31 juillet, il remporte ce tournoi où il élimine Shane Storm, Chris Hero puis Jigsaw (en) en finale. Le 27 août, Sweeney fait équipe avec Crossbones, Rorschach et Spyrazul sous le nom de Sweet 'n' Sour International et perdent face à Jigsaw, Jolly Roger, Mister ZERO et Shane Storm (en). Le 18 septembre, il lutte à l'Independent Wrestling Association Mid-South (en) (IWA Mid-Soutth) en marge du tournoi Ted Petty Invitational et avec Hallowicked et Jigsaw il bat Gran Akuma (en), Icarus (en) et Trik Davis. 